# Рать
Рать (от старорусского: брань, ссора, распря, пря, реть с побоищем, война) в военном деле Руси термин имел следующие значения:
- вооружённые силы в целом или его составные формирования (войско, ополчение, воинство, армия);
- война, поход, битва[3];
- войско (войска), следовавшее водою, на судах, именовалось Плавна́я рать, предтеча морской пехоты.

Лучшие конные полки русского войска, составлявшиеся из жителей Новгородского и Псковского краёв Руси — «Кованая рать». Там же, в старинных русских летописях, встречается упоминание о лыжной рати и железной рати (железный полк) — войско или отряд из людей в железных доспехах.
Позже:
- пешая рать — инфантерия;
- конная рать — кавалерия.

## Войско
Русская рать (войско) для похода и единоборства (боя, сражения или битвы) делилась на пять (в некоторых источниках на семь) полков:
- передовой;
- большой;
- правой руки;
- левой руки;
- сторожевой (тыльный).

Каждый из этих полков имел в своей главе одного или нескольких воинских начальников (командиров) — воевод. Кроме полковых воевод, при русской рати состояли ещё:
- Ертаульный воевода, начальствовавший легкими войсками;
- Воевода от снаряда (начальник артиллерии);
- Гулявый воевода, начальник гуляй-города.

Известны численности походных ратей по данным разрядных росписей, проанализированных историком О. А. Курбатовым.
| Год разряда | Наименование полков Русской походной рати | Наименование полков Русской походной рати | Наименование полков Русской походной рати | Наименование полков Русской походной рати | Наименование полков Русской походной рати | Общая численность личного состава |
| Год разряда | Большой                                   | Правой руки                               | Передовой                                 | Сторожевой                                | Левой руки                                | Общая численность личного состава |
| 1558        | 15 сотен                                  | 10 сотен                                  | 8 сотен                                   | 8 сотен                                   | 6 сотен                                   | 47 сотен                          |
| 1572        | 2905                                      | 2240                                      | 2040                                      | 1713                                      | 1351                                      | 10 249                            |
| 1604        | 4097                                      | 2888                                      | 2521                                      | 2015                                      | 1600                                      | 13 121                            |

Ежегодно на береговую службу в России против крымцев выставлялась «береговая рать».
Кованая рать — войско упоминается в псковской летописи XV—XVI веках. В Энциклопедическом словаре Брокгауза и Ефрона указано, что, судя по иностранным известиям, это были лучшие конные полки (конница) русского войска, составлявшиеся из воинов Новгородской и Псковской областей.
В литературе встречаются упоминания о:
- Войске — Неврюева рать;
- Формировании — Посошная рать;
- Формировании — Лёгкая рать;
- Вооружённых силах — Земская рать.

У нашего великого государя, против его государских недругов, рать собирается многая и несчётная, а строения бывает разного:
многие тысячи копейных рот устроены гусарским строем;
другие многие тысячи копейных рот устроены гусарским, конным, с огненным боем, рейтарским строем;
многие же тысячи с большими мушкетами, драгунским строем;
а иные многие тысячи солдатским строем.
Над всеми ими поставлены начальные люди, генералы, полковники, подполковники, майоры, капитаны, поручики, прапорщики.
Сила Низовая, Казанская, Астраханская, Сибирская — тоже рать несметная; а вся она конная и бьется лучным боем. Стрельцы в одной Москве (не считая городовых) 40 000; а бой у них солдатского строя.
Казаки донские, терские, яицкие бьются огненным боем; а запорожские черкасы — и огненным, и лучным.
Дворяне же Государевых городов бьются разным обычаем: и лучным, и огненным боем, кто как умеет. В Государевом полку у стольников, стряпчих, дворян Московских, жильцов свой обычай: только в них бою, что аргамаки (породистые восточные лошади) резвы, да сабли остры; куда ни придут, никакие полки против них не стоят. То у нашего великого Государя ратное строение.— Описание Русского войска, данное Козимо Медичи, во Флоренции, стольником И. И. Чемодановым (посол в Венеции), в 1656 году.
.

### Флот
Войска, следовавшие водой на судах, десант, войско, отправляемое водою, именовались — «Плавная рать» или «Судовая рать».
Древнерусское государство уже в IX веке обладало большим флотом, состоящим минимум из 200 ладей (плавная рать), что доказывается успешным морским походом на Константинополь в 860, а также походом князей Аскольда и Дира 862 года. Однако флот имел двойное назначение:
- в мирное время большинство ладей использовалось в качестве торгового флота и лишь некоторые — для перевозки войск или береговой охраны;
- в военное время все доступные ладьи отмобилизовались князьями для военных нужд.

Это было возможно благодаря отсутствию на ранних русских кораблях специфических военных приспособлений. Основной тактикой тогдашнего русского флота был абордаж. Один византийский дромон, как правило, захватывался (абордировался) двумя — тремя лодьями. Также использовался приём прохода вдоль борта вражеского корабля с целью поломки его вёсел и лишения хода. В качестве средств борьбы с вражескими кораблями также использовались ручные тараны. В схватках одиночных кораблей ладьи, имевшие меньшие габариты, сворачивали паруса и до сумерек старались держаться со стороны солнца на срезе горизонта. С наступлением сумерек ладьи устремлялись к противнику и заставали врасплох.
В результате феодальной раздробленности, а затем ордынского нашествия, в результате которого Древняя Русь попадает в политическую зависимость Монгольской империи, даже нерегулярные морские силы у древнерусских княжеств отсутствуют. Единственным возможным исключением была Новгородская земля, имеющая выход к Балтийскому и Белому морям. Для противодействия экспансии шведов, новгородцы строили корабли, участвовавшие в операциях (например, при освобождении новгородско-псковскими войском крепости Орешек в 1349 году). Использовали ладьи и в Булгарии.
В феврале 1656 года в Смоленском уезде, в верховьях Двины под руководством воеводы Семёна Змеева началась постройка кораблей плавной рати (армейский флот) из 600 стругов для перевозки войска. К июлю 1656 года строительство флотилии было в основном закончено. Струги имели длину от 8 до 17 саженей (16-35 метров) и могли свободно вмещать по 50 стрельцов, казаков или солдат со всеми припасами. Прочие суда использовались для доставки продовольствия, эвакуации раненых и больных нижних чинов и перевозки полковой и осадной артиллерии.
После выступления в поход русскими войсками 30 июля был взят Динабург, 14 августа — Кокенгаузен. 24 августа русские войска осадили Ригу.
Плавная рать использовалась Русским войском в сражении при Молодях в 1572 году.

#### Воеводы
Военными начальниками (командирами) плавной рати были:
- И. Ф. Бельский, в 1524 году;
- И. Г. Выродков, в 1552 году;
- Елизарий Юрьевич Александров-Протопопов, был воеводой плавной рати и убит под Кесью в 1577 году;
- Ф. В. Шереметев, в феврале 1588 года. при возвращение Казани;
- князь П. С. Серебряный и З. И. Сабуров.

## Война
- Поход — Дюденева рать, Неврюева рать, Федорчукова рать;